# (30786) Karkoschka
(30786) Karkoschka es un asteroide perteneciente a los asteroides que cruzan la órbita de Marte, descubierto el 18 de agosto de 1988 por Carolyn Shoemaker y por su esposo que también era astrónomo Eugene Shoemaker desde el Observatorio del Monte Palomar, Estados Unidos.

## Designación y nombre
Designado provisionalmente como 1988 QC. Fue nombrado  por Erich Karkoschka (nacido en 1955) quien es astrónomo de la Universidad de Arizona. Su campo de especialización son las atmósferas y los satélites de los planetas exteriores. Le encanta observar las maravillas estelares y ha publicado guías de campo para astrónomos aficionados.

## Características orbitales
Karkoschka está situado a una distancia media del Sol de 2,637 ua, pudiendo alejarse hasta 3,813 ua y acercarse hasta 1,460 ua. Su excentricidad es 0,446 y la inclinación orbital 8,285 grados. Emplea 1563,73 días en completar una órbita alrededor del Sol.
Los próximos acercamientos a la órbita terrestre ocurrirán el 23 de septiembre de 2061 y el 27 de septiembre de 2164.

## Características físicas
La magnitud absoluta de Karkoschka es 17,24. 